# Какабадзе, Отар
Ота́р Какаба́дзе (груз. ოთარ კაკაბაძე; род. 27 июня 1995, Тбилиси) — грузинский футболист, защитник клуба «Краковия» и сборной Грузии. Участник чемпионата Европы 2024.

## Карьера

### Клубная карьера
Отар является воспитанником тбилисского «Динамо».
27 ноября 2012 года защитник дебютировал за вторую команду динамовцев в Первой лиге во встрече с клубом «Рача».
Проведя за 2 сезона 17 матчей за дубль и отметившись 1 забитым мячом, Отар начал привлекаться к играм основной команды.
16 сентября 2014 года Какабадзе провёл первую игру в Умаглеси лиге против «Шукуры». В сезоне 2014/15 Отар в составе «Динамо» стал обладателем Кубка. и Суперкубка Грузии.
В мае 2015 года защитник мог перейти в кипрский «Анортосис», но трансфер сорвался.
25 августа 2015 года Отар вновь выиграл Суперкубок Грузии. 23 октября того же года защитник отметился первым забитым мячом в чемпионате, принеся своей команде победу над «Цхинвали».

### В сборной
Отар в составе юношеской сборной Грузии (до 17 лет) принимал участие во всех встречах финального этапа Чемпионата Европы в Словении, где его команда довольно неожиданно смогла занять третье место.
Также Какабадзе принимал участие в отборочных матчах к юношескому чемпионату Европы в Венгрии.
8 октября 2015 года защитник дебютировал в сборной Грузии во встрече отборочного турнира к чемпионату Европы 2016 со сборной Гибралтара.

## Статистика

### Сборная
| Национальная сборная | Год   | Игры | Голы |
| -------------------- | ----- | ---- | ---- |
| Грузия               | 2015  | 3    | 0    |
| Грузия               | 2016  | 4    | 0    |
| Грузия               | 2017  | 8    | 0    |
| Грузия               | 2018  | 8    | 0    |
| Грузия               | 2019  | 10   | 0    |
| Грузия               | 2020  | 5    | 0    |
| Грузия               | 2021  | 9    | 0    |
| Грузия               | 2022  | 6    | 0    |
| Грузия               | 2023  | 5    | 0    |
| Грузия               | 2024  | 13   | 0    |
| Грузия               | 2025  | 2    | 0    |
| Всего                | Всего | 73   | 0    |

## Достижения
«Динамо» (Тбилиси)
- Обладатель Кубка Грузии (1): 2014/15
- Обладатель Суперкубка Грузии (2): 2014, 2015